# Ayutla (Guerrero)
Ayutla de los Libres (Nahuatl: Ayotlan) is een stadje in de Mexicaanse deelstaat Guerrero, niet ver van Acapulco. Ayutla heeft 13.227 inwoners (census 2005) en is de hoofdplaats van de gemeente Ayutla de los Libres.
De stad ligt in de regio van de Costa Chica. De naam komt van het Nahuatl Ayotlan, plaats van de schildpad.
In 1854 werd hier het plan van Ayutla afgekondigd, waarin werd opgeroepen tot het omverwerpen van Antonio López de Santa Anna. Na deze Revolutie van Ayutla kwamen de liberalen aan de macht in Mexico, en werd er een groot aantal hervormingen doorgevoerd. De Ayutlaan Vicente Luna was een van de leiders van deze revolutie. In 1855, na het slagen van de revolutie, werd Ayutla tot stad verheven.
In 1998 richtte een drugsbestrijdingsteam van het Mexicaanse leger een bloedbad aan in Ayutla, waarbij 11 doden vielen. Dit incident werd wereldwijd veroordeeld.